# Casbia coniodes
Casbia coniodes là một loài bướm đêm trong họ Geometridae.